# Patrice Belrhiti
Pour les articles homonymes, voir Belrhiti.
Patrice Belrhiti, 9e dan, né le 25 mai 1952, est un karatéka français surtout connu pour avoir remporté l'épreuve de kumite individuel masculin open aux championnats d'Europe de karaté en 1975 et 1976.

## Résultats
| Résultat      | Date | Épreuve                | Catégorie | Compétition                | Ville hôte           |
| ------------- | ---- | ---------------------- | --------- | -------------------------- | -------------------- |
| Médaille d'or | 1975 | Kumite individuel open | Seniors   | Championnats d'Europe 1975 | Ostende, en Belgique |
| Médaille d'or | 1976 | Kumite individuel open | Seniors   | Championnats d'Europe 1976 | Téhéran, en Iran     |